# Фасхиев, Талгат Бадрутдинович
Талгат Бадрутдинович Фасхиев — советский хозяйственный и государственный деятель, лауреат Государственной премии СССР за выдающиеся достижения в труде.

## Биография
Родился в 1938 году в селе Сулеево. Член КПСС.
В 1957—1958 — рабочий, крепильщик, плотник Ангренского СУ № 4 треста «Узбекшахтострой».
В 1958 году — битумоварщик дорожно-строительного района управления строительством № 11 в с. Новое Каширово Альметьевского района Татарской АССР.
В 1959—1962 — военнослужащий Советской армии.
В 1962—1994 — подсобный рабочий, помощник оператора по подготовке скважин к ремонту, оператор, мастер, старший мастер подземного ремонта скважин НПУ «Алькеевнефть», «Джалильнефть».
В 1994—2005 — оператор по подготовке скважин к ремонту цеха подземного ремонта скважин НГДУ «Джалильнефть».
За большой личный вклад в наращивание темпов добычи нефти и газа был в составе коллектива удостоен Государственной премии СССР за выдающиеся достижения в труде 1985 года.
Жил в Альметьевске.

## Награды
- Орден Ленина (1976)
- Орден Трудового Красного Знамени (1971)